# Bradford Young

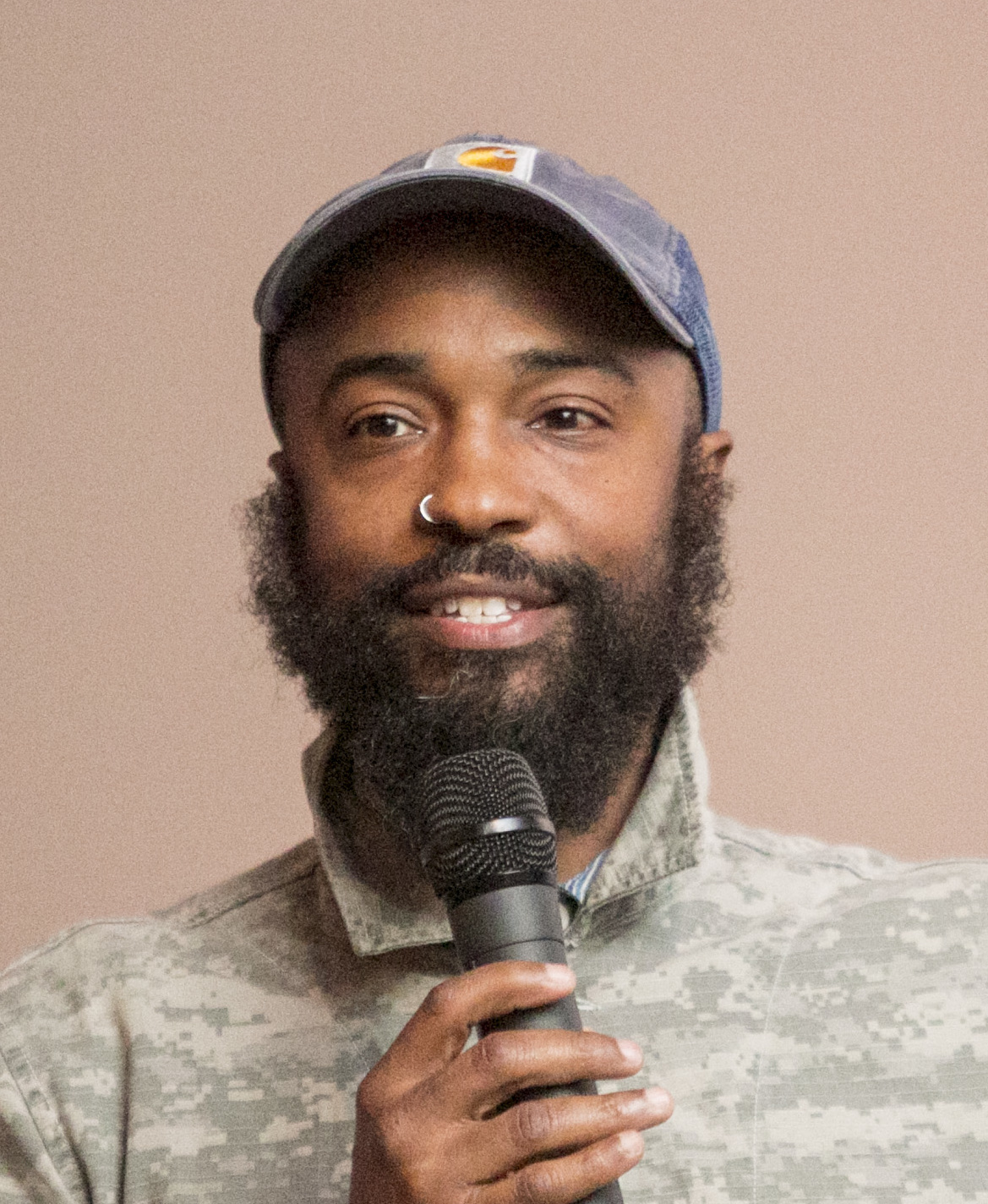
Bradford Young

Bradford Marcel Young (* 6. Juli 1977 in Louisville, Kentucky) ist ein US-amerikanischer Kameramann.

## Leben
Young tritt seit 2004 als Kameramann in Erscheinung und war seither an mehr als 50 Produktionen beteiligt.
Beim Sundance Film Festival 2011 erhielt er für die Kameraarbeit an Pariah den Excellence in Cinematography Award. 2014 wurde er für Mother of George mit dem Chlotrudis Award in der Kategorie Bestes visuelles Design ausgezeichnet. Seine Arbeit an Arrival (2016) brachte ihm u. a. eine Oscar-Nominierung für die Oscarverleihung 2017 in der Kategorie Beste Kamera ein.

## Filmografie (Auswahl)
- 2007: Mo
- 2007: Pariah (Kurzfilm)
- 2007: White Lies, Black Sheep
- 2008: Cigarettes for Breakfast
- 2009: Mississippi Damned
- 2011: Restless City
- 2011: Pariah
- 2012: Middle of Nowhere
- 2013: Mother of George
- 2013: The Saints – Sie kannten kein Gesetz (Ain’t Them Bodies Saints)
- 2013: Vara: A Blessing
- 2014: Bauernopfer – Spiel der Könige (Pawn Sacrifice)
- 2014: A Most Violent Year
- 2014: Selma
- 2016: I Called Him Morgan (Dokumentarfilm)
- 2016: Arrival
- 2017: Wo ist Kyra? (Where Is Kyra?)
- 2018: Solo: A Star Wars Story
- 2019: When They See Us (Miniserie, 4 Episoden)
- 2025: BLKNWS: Terms & Conditions